# Stijntje Pratomo-Gret
Stijntje (Stennie) Pratomo-Gret (Schiedam, 24 januari 1920 – 't Zand, 27 juni 2010) was een verzetsstrijdster en later erevoorzitster van het Comité Vrouwenconcentratiekamp Ravensbrück. 
Tijdens de Tweede Wereldoorlog was zij betrokken bij de hulp aan Joodse onderduikers en bij de verspreiding van de illegale krant De Waarheid, wat zij vanaf 1942 deed. In 1943 werd zij hiervoor gearresteerd. Vanaf 9 juni 1943 is zij vastgehouden in Kamp Vught. Op 9 september 1944 werd concentratiekamp Vught ontruimd; alle vrouwelijke gevangenen, inclusief Stijntje, werden naar KZ Ravensbrück gedeporteerd. Stijntje werd geselecteerd om dwangarbeid te verrichten in de Siemens-fabriek. Tussen 6 september 1944 en 9 september 1944 heeft zij in Ravensbrück vastgezeten, waaruit ze in 1945 werd bevrijd door het Zweedse Rode Kruis.
Stijntje Gret trouwde in 1946 met Djajeng Pratomo.
Na de oorlog was Stijntje betrokken bij de oprichting van het Comité Vrouwenconcentratiekamp Ravensbrück en de Nederlandse Vrouwenbeweging (NVB). In april 1949 waren Stijntje en haar echtgenoot, Raden Mas Djajeng Pratomo, afgevaardigden bij het Wereldvredescongres in Parijs. In september 1949 nam Stijntje deel aan de eerste bijeenkomst van voormalige gevangenen van Ravensbrück in Berlijn.
Vanaf 1949 werkte Stijntje als journalist: voor de Nederlandse communistische krant “De Waarheid”, voor het tijdschrift “Uilenspiegel”, en vanaf 1956 weer voor “De Waarheid” als kunstredacteur.
Vanaf 1967 werkte Stijntje bij het Bureau voor Industriële Vormgeving in Amsterdam. Van 1976 tot 1992 was zij secretaris van de Nederlandse commissie “Vrouwen van Ravensbrück”. In 1992 werd zij voorzitter van deze commissie. In 1995, trok zij zich terug.
Stijntje Pratomo-Gret overleed op 27 juni 2010.